# Faustino M. Mazzucco
Faustino Manuel Mazzucco (Cervantes, 25 de mayo de 1931-desconocido) fue un ingeniero agrónomo, productor agropecuario y político argentino de la Unión Cívica Radical que se desempeñó como senador nacional por la provincia de Río Negro durante dos períodos consecutivos entre 1983 y 1995.

## Biografía
Nació en Cervantes (Río Negro) en 1931, recibiéndose de ingeniero agrónomo en la Universidad Nacional de La Plata. Se dedicó a la producción frutícola en el Alto Valle del río Negro. Fue presidente de la cámara de fruticultores de General Roca (Río Negro), director de la Corporación de Productores de Frutas de Río Negro (CorpoFrut) y de la Federación de Productores de Fruta de Río Negro y Neuquén.
En política, adhirió a la Unión Cívica Radical (UCR). Entre 1958 y 1960, fue intendente de su localidad natal. En el ámbito partidario, presidió la convención provincial de la UCR entre 1964 y 1966, fue delegado al Comité Nacional entre 1974 y 1976 y presente del comité provincial de 1984 a 1985.
En las elecciones al Senado de 1983, fue elegido senador nacional por la provincia de Río Negro, correspondiéndole un mandato de tres años hasta 1986. Ese año, fue reelegido, con un mandato de nueve años, hasta 1995. Fue presidente de la comisión de Agricultura y Ganadería; secretario de la comisión de Comercio; y vocal en las comisiones de Industria; de Energía; y de Obras Públicas. Más tarde fue también vicepresidente de la comisión de Ecología y Desarrollo Humano y vicepresidente primero de la cámara alta, siendo presidente provisional Eduardo Menem.
Fue autor de la ley que unificó el uso de la bandera de Argentina, sancionada con el número 23.208 y promulgada por decreto 1.541 en 1985. Junto con los senadores Fernando de la Rúa (Capital Federal), Luis León (Chaco), Humberto C. Sigal (Chubut) y Héctor J. Velázquez (Misiones), integró la autoría de un proyecto de ley sobre política indígena y apoyo a las comunidades aborígenes presentado en 1984 y sancionado como ley con el número 23.302.
Entre 2000 y 2002 integró el consejo de administración de la Entidad Binacional Yacyretá, designado por el presidente Fernando de la Rúa.